# Franco Citti
Franco Citti (Fiumicino, 23 de abril de 1935-Roma, 14 de enero de 2016) fue un actor italiano. Es conocido por su participación a los 26 años en Accattone (1961) de Pier Paolo Pasolini y en otras películas de este cineasta.

## Biografía
En 1968, participó con Pasolini en su versión de Edipo Rey y en uno de los cuentos de Il Decameron (1971). También, en El padrino (1972) como uno de los guardaespaldas de Michael Corleone en Sicilia y en El padrino III (1990).
Murió en Roma el 14 de enero de 2016, a los 80 años.

## Filmografía
- Accattone (1961) de Pier Paolo Pasolini.
- Mamma Roma (1962) de Pier Paolo Pasolini.
- Una vita violenta (1962)
- Il giorno più corto (1962) de Sergio Corbucci.
- Requiescant (1966) de Carlo Lizzani.
- Edipo rey (1968) de Pier Paolo Pasolini.
- Mátalos y vuelve (1968) de Enzo G. Castellari.
- Seduto alla sua destra de Valerio Zurlini (1968).
- Il magnaccio de Franco De Rosis (1969).
- Gli angeli del 2000 (1969)
- La legge dei gangsters (1969)
- Porcile (1969) de Pier Paolo Pasolini.
- Ostia (1970) de Sergio Citti.
- Il Decameron (1971) de Pier Paolo Pasolini.
- Una ragazza di Praga de Sergio Pastore (1971).
- I racconti di Canterbury (1972) de Pier Paolo Pasolini.
- The Godfather (1972), de Francis Ford Coppola.
- Storie scellerate (1973) de Sergio Citti.
- Storia de fratelli e de cortelli (1974) de Mario Amendola.
- Il fiore delle mille e una notte (1974) de Pier Paolo Pasolini.
- Todo modo (1976) de Elio Petri.
- Uomini si nasce poliziotti si muore de Ruggero Deodato (1976).
- Il gatto dagli occhi di giada de Antonio Bido (1977).
- Casotto de Sergio Citti (1978)
- La luna de Bernardo Bertolucci (1979).
- Il minestrone (1981) de Sergio Citti.
- El padrino III (1990) de Francis Ford Coppola.
- Festival (1996) de Pupi Avati.
- I magi randagi (1996) de Sergio Citti.
- Il sindaco (1996) de Antonio Avati.
- Cartoni animati (1998) de Franco Citti y Sergio Citti.
- Pier Paolo Pasolini e la ragione di un sogno (2001) de Laura Betti.